# Raterio di Verona
Raterio (da Verona) (Liegi, intorno all'887 – Namur, 25 aprile 974) è stato un vescovo, predicatore e scrittore belga autore di opere in lingua mediolatina.

## Biografia
Ebbe una vita molto avventurosa e tormentata a causa del suo difficile carattere e della sua forte volontà di rimoralizzare la Chiesa ritenuta eccessivamente secolarizzata.
Di nobile famiglia, nacque intorno all'887 nel territorio di Liegi. Studiò nell'abbazia benedettina di Lobbes, acquisendo un'ottima conoscenza del latino, della Bibbia e della patristica, divenendo poi monaco nella stessa abbazia. Nel 926 seguì l'abate di Lobbes, Induino in Italia, dove nel 931 Raterio ricevette dall'allora re d'Italia Ugo di Provenza, cugino d'Induino, il vescovato della diocesi di Verona. Già due anni dopo però, in conflitto con la diocesi e con il re, Raterio fu mandato prima in prigione a Pavia, poi in esilio a Como da dove scappò nel 939 per riparare in Provenza. Qui rimase fino al 944, anno in cui rientrò all'abbazia di Lobbes. Tra il 946 e il 948 fu ancora una volta vescovo di Verona, ma si trovò di nuovo a fuggire in Germania a causa dei forti contrasti che emersero con la diocesi e la città di Verona, rappresentata dal conte Milone. Dal 953 al 955 fu vescovo di Liegi, ma, cacciato da una rivolta della nobiltà locale, dovette riparare nell'abbazia di Aulne. Nel 962 fu di nuovo nominato vescovo di Verona con l'appoggio di Ottone I, ma anche questa terza volta fu obbligato nel 968 ad andar via, per via di una rivoluzione scoppiata dalle sue azioni riformatrici, riparando ancora una volta nell'abbazia di Lobbes. 
Da qui infine, in contrasto con l'allora Abbate di Lobbes Folcwin, fu costretto dal vescovo di Liegi Notker a riparare nell'abbazia di Aulne dove rimase fino alla morte che lo colse il 25 aprile 974 a Namur, regalandogli quella pace che in vita non aveva mai avuto.

### Gli scritti
Scrittore vivace, dalla vena potente e talvolta contorta e oscura come alcuni lati del suo carattere, Raterio ci ha lasciato una congerie di scritti in cui prevale una forte componente introspettiva e di autoanalisi che lo rende molto interessante e originale nel quadro degli scrittori del X secolo. La sua opera più conosciuta, i Praeloquia, scritta durante la sua prigionia a Pavia, è una serie di dialoghi divisa in sei libri rivolti a personaggi di diverse categorie sociali (vescovi, soldati, mercanti, donne ecc...) a cui Raterio si rivolge con consigli adatti a ciascuna categoria per invogliarli a comportarsi bene secondo una legge morale più austera. Essa rappresenta una delle prime opere in cui la società medievale appare descritta attraverso le singole componenti sociali di cui è composta e presenta molte critiche al clero (concubinato, avarizia e simonia).  L'Excerptum ex dialogo confessionali, invece, scritto in vecchiaia, è un dialogo con un immaginario confessore nel quale Raterio giudica con lucida introspezione i suoi errori ma in cui trova anche lo spazio per giustificare i suoi spesso così estremi comportamenti.
A queste due opere principali si aggiungono 2 pamphlet risalenti alla sua prima cacciata da Verona dal titolo Phrenesis (12 libri di cui ci sono arrivati tre) e Conclusio deliberativa, dai quali traspare tutta la sua amarezza per la totale incomprensione della città nei suoi confronti, 15 sermoni pastorali che risalgono al terzo periodo veronese, e infine un paio di agiografie dal titolo Vita Sancti Usmari e Pauca de vita S. Donatiani.
Si dedicò poi alla lettura di vari autori: Tertulliano, Plinio il Giovane, Fulgenzio Micanzio, Agostino, Marziano Capella (di cui abbiamo un codice letto e postillato da Raterio, nel 952), e fu il primo autore medievale a citare Plauto, Catullo e alcune delle opere di Cicerone; scoprì inoltre la prima deca di Tito Livio.

## Opere
- Ratherius Veronensis, Ratherii Veronensis episcopi opera omnia, accedunt Liutprandi Cremonensis […] scripta vel scriptorum fragmenta quae exstant, Turnholt, Brepols, 1990, Ristampa anastatica dell'ed. Paris, Migne, 1881.
- Ratherius Veronensis, Opera minora, edidit Petrus L. D. Reid, Corpus Christianorum. Continuatio Mediaevalis 46, Turnholti, Typographi Brepols editores pontificii, 1976.
- Ratherius Veronensis, Praeloquiorum libri 6, Phrenesis, Dialogus confessionalis, Exhortatio et preces, Pauca de vita sancti Donatiani, Fragmenta nuper reperta, curante CETEDOC, Universitas catholica Lovaniensis, Lovanii Novi, Turnhout, Brepols, 1984.
- Raterio di Verona, Qualitatis coniectura, edizione critica, traduzione e commento a cura di Benedetta Valtorta, Firenze, SISMEL Edizioni del Galluzzo, 2016.
- Raterio vescovo di Verona e di Liegi, Le lettere, a cura di Dario Cervato, Verona, Mazziana, 2021.
- Raterio vescovo di Verona e di Liegi, I sermoni, a cura di Dario Cervato, Verona, Mazziana, 2022.